# داگلاس دج
داگلاس دج (انگلیسی: Douglas Dedge; ۱۸ ژوئن ۱۹۶۶ – ۱۸ مارس ۱۹۹۸) رزمی‌کار هنرهای رزمی ترکیبی اهل ایالات متحده آمریکا بود که در حال حاضر برای MMA در عنوان مبارز سنگین‌وزن رقابت می‌کرد.

## زندگی شخصی
دج اهل چیپلی در ایالت فلوریدا بود و یک مدرسهٔ هنرهای رزمی ترکیبی در انترپرایز، آلاباما تأسیس کرده بود. او ازدواج کرده بود و دارای پنج فرزند بود.

## مرگ
مبارزهٔ مرگبار در چارچوب رقابت «چالش فوق‌العادهٔ بین‌المللی» در کی‌یف، اوکراین، در ۱۶ مارس ۱۹۹۸ در برابر «یِوگِنی زولوتارِف» برگزار شد. دج تلاش کرد حریف را به زمین بزند اما در وضعیت سوارکاری قرار گرفت و پیش از آن‌که تسلیم شود، ۱۴ ضربه به سرش وارد شد. او پس از پایان مبارزه از جا برخاست اما تقریباً بلافاصله از هوش رفت و دو روز بعد، در مؤسسهٔ جراحی اعصاب کی‌یف، بر اثر صدمات شدید مغزی درگذشت. دوستانش بعداً گفتند که دج در جریان تمرینات پیش از این مبارزه دچار بی‌هوشی شده بود.
این رویداد با قوانین محدود تحت عنوان «اوکراین در برابر جهان» برگزار شد و حدود ۴۰۰۰ تماشاگر را به خود جذب کرد. برگزارکنندگان برای تشکیل تیم «جهان»، در اینترنت فراخوانی منتشر کردند که در آن هزینهٔ سفر و اقامت و نیز مبلغ ۲۰۰۰ دلار برای شرکت در مسابقه و ۳۰۰۰ دلار اضافه در صورت پیروزی به مبارزان وعده داده شده بود. دج یکی از سه مبارز آمریکایی حاضر در این رویداد بود.
در پی مرگ دج، آرت دیوی، از بنیان‌گذاران یو‌اف‌سی که در پایان سال ۱۹۹۷ از این سازمان اخراج شده بود، نامه‌ای به باب میروویتز، مالک یو‌اف‌سی، نوشت و نسخه‌ای از آن را نیز برای جان مک‌کین، سناتور مخالف هنرهای رزمی ترکیبی، فرستاد و از آنان خواست در پی این حادثه، دربارهٔ ادامهٔ ترویج این ورزش تجدیدنظر کنند. دیوی در آن زمان به K-1 پیوسته بود و به سمت معاونت شعبهٔ آمریکایی آن منصوب شده بود. دیو ملتزر در نشریهٔ Wrestling Observer Newsletter نوشت که انگیزه‌های دیوی برای نگارش این نامه «قطعاً محل تردید و پرسش خواهد بود». میروویتز نیز به نمایندگی از یو‌اف‌سی اعلام کرد که این مرگ «نمونه‌ای است از اینکه چرا ما خواهان نظارت کمیسیون‌های ورزشی ایالتی و بین‌المللی بر این ورزش هستیم».
گروه موسیقی صنعتی آلمانی KiEw از گزارش مرگ دج در آهنگی با عنوان Feierabend in Kiew (پایان کار در کی‌یف) استفاده کرد.